# Impatiens aquatica
Impatiens aquatica är en balsaminväxtart som beskrevs av Bhaskar. Impatiens aquatica ingår i släktet balsaminer, och familjen balsaminväxter. Inga underarter finns listade i Catalogue of Life.